# W. J. V. Saville
William James Viritahitemauvai Saville  (geb. 22. Januar 1873 in Huahine, Gesellschaftsinseln; gest. 1948) war ein britisch-polynesischer Missionar, Übersetzer und Ethnograph.

## Leben
Saville wurde 1873 in Huahine auf den Gesellschaftsinseln (Society Islands) als Sohn des Missionars der London Missionary Society  Alfred Thomas Saville (1839–1915) geboren und wurde ebenfalls Missionar dieser britischen Missionsgesellschaft. Er übersetzt unter anderem Markusevangelium in die Mailu-Sprache (British and Foreign Bible Society, Sydney 1907).
Er machte sich um das Verständnis der Mailu-Sprache verdient und ist insbesondere bekannt als Verfasser des ethnographischen Werkes In Unknown New Guinea: A Record of Twenty-Five Years of Personal Observation & Experience Amongs the Interesting People of an Almost Unknown Part of This Vast Island & a Description of Their Manners & Customs, Occupations in Peace & Methods of Warfare (Im unbekannten Neuguinea: Ein Bericht über fünfundzwanzig Jahre persönlicher Beobachtung und Erfahrung unter den interessanten Bewohnern eines fast unbekannten Teils dieser riesigen Insel und eine Beschreibung ihrer Sitten und Gebräuche, Beschäftigungen im Frieden und Methoden der Kriegsführung) das 1926 in Philadelphia erschien und zu dem Bronislaw Malinowski eine Einleitung schrieb.

## Schriften
- W. J. V. Saville: In Unknown New Guinea : A Record of Twenty-Five Years of Personal Observation & Experience Amongs the Interesting People of an Almost Unknown Part of This Vast Island & a Description of Their Manners & Customs, Occupations in Peace & Methods of Warfare.  Seeley Service & Co. Philadelphia 1926
- A Dictionary of the Mailu Language. Edited and enlarged fr researches of the Rev. W. J. V. Saville and the Comte d'Argig. Peter A. Lanyon-Orgill. With a foreword by Ernst Schwarzenburg. Luzac & Co., London 1944 (Review)
- W. J. V. Saville: A Grammar of the Mailu Language, Papua. Journal of the Royal Anthropological Institute of Great Britain and Ireland 42. 397–436. 1912 Digitalisat